# Таволга-Мокрицький Іван Миколайович
Іван Миколайович Таволга-Мокрицький (1820 — після 1861) — український державний діяч, відомий своєю службою в Санкт-Петербурзі. Він був братом знаменитого художника Аполлона Миколайовича Мокрицького.

## Біографія
Іван Миколайович народився в 1820 році в родині Миколи Таволги-Мокрицького, поштмейстера в Пирятині, та Уляни Григорович. У родині було п’ятеро синів, серед яких Аполлон, Олександр, Михайло, Петро та Іван.

## Кар'єра
Іван Мокрицький обіймав посаду начальника канцелярії Головного поліцейського управління в Санкт-Петербурзі. У цій ролі він підтримував тісні стосунки з відомими діячами культури та мистецтва того часу, серед яких були Тарас Шевченко та Марія Вовчок. Ці зв'язки свідчать про його відкритість до культурних та літературних кіл того періоду.

## Сім'я
Іван Мокрицький був одружений з Марією Львівною Свічкою, яка походила з родини Гребінок. Її дід, Павло Гребінка, був відомим літературним діячем, а брат Євген Гребінка — письменником і другом Тараса Шевченка.

## Відношення до Шевченка
Особливо значущими були його стосунки з Тарасом Шевченком. Зустріч з Шевченком стала важливим етапом у житті Івана Таволги-Мокрицького. Ці взаємини навіть згадуються в літературних джерелах, що стосуються біографії Шевченка. Ймовірно, саме через ці зв'язки Іван Мокрицький був свідком багатьох важливих подій у житті поета, зокрема тих, що стосуються його стосунків з владою та культурним середовищем Петербурга.

## Вплив на культуру
Попри те, що Іван Таволга-Мокрицький не залишив великої спадщини в галузі культури чи мистецтва, він став частиною важливої культурної мережі, яка об'єднувала різні прошарки суспільства того часу — від державних діячів до літературних і художніх кіл. Його участь у державних справах сприяла формуванню культурного середовища, в якому розвивалася українська культура, а також вплинула на події, що знайшли відображення в творчості Шевченка та інших культурних діячів. Іван Таволга-Мокрицький був частиною української інтелігенції, яка, навіть не завжди перебуваючи на передовій історичних подій, активно взаємодіяла з культурними та політичними процесами того часу.
1. ↑  Аполлон Мокрицький. З-поміж античних фігур і портретів дерев. www.ukrinform.ua (укр.). 29 липня 2023. Процитовано 6 квітня 2025.
2. ↑  Таволга-Мокрицький Петро Миколайович. irbis-nbuv.gov.ua. Процитовано 6 квітня 2025.
3. ↑  Таволга-Мокрицький Петро Миколайович. irbis-nbuv.gov.ua. Процитовано 6 квітня 2025.
4. ↑  Марія Львівна Свічка (Мокрицкая) нар. 1831 пом. після 1861 - Родовід. uk.rodovid.org. Процитовано 6 квітня 2025.
5. ↑  Іван Миколайович Таволга-Мокрицький b. 1820 d. > 1861 - Индекс потомака - Родовид. sr.rodovid.org. Процитовано 6 квітня 2025.